# Мо Тхэ Бом
Мо Тхэ Бом (кор. 모태범; 15 февраля 1989, Намъянджу, Кёнгидо) — южнокорейский конькобежец, специализируется на дистанциях 500, 1000 и 1500 метров. Чемпион зимней Олимпиады 2010 года в Ванкувере на дистанции 500 метров, серебряный призёр — на километровой дистанции, где уступил только Шани Дэвису. До своего олимпийского успеха ни разу не побеждал на взрослых соревнованиях мирового уровня, если не считать зимней Универсиады 2009 года в Харбине.

## Карьера
В 2005 году принял участие в чемпионате мира среди юниоров на дистанциях 500, 1500, 3000 и 5000 метров. Лучшим результатом было 5-е место на пятисотметровке (38,21 секунды). В следующем году на мировом юниорском первенстве он уже добился побед на дистанциях 500 метров (35,83 секунды) и 1500 метров (1 минута 49,71 секунды).
На Олимпийских играх 2010 года в Ванкувере участвовал на четырёх дистанциях. Стал Олимпийским чемпионом на 500 м в день своего 21-летия. При этом в обоих забегах стал вторым по времени, победители каждого из забегов — Мика Поутала и Кэйитиро Нагасима во вторых своих забегах выступили менее удачно. На дистанции 1000 метров стал вторым, проиграв Шани Дэвису 18 сотых секунды. На дистанции 1500 метров и в командной гонке стал пятым.
На чемпионате мира по спринтерскому многоборью 2011 года выиграл «серебро», в 2012 году стал третьим в спринте.
В сезоне 2011/2012 завоевал Кубок мира на дистанции 500 м, стал чемпионом мира на 500 м и серебряным призёром на 1000 м.